# تاريخ سيدني

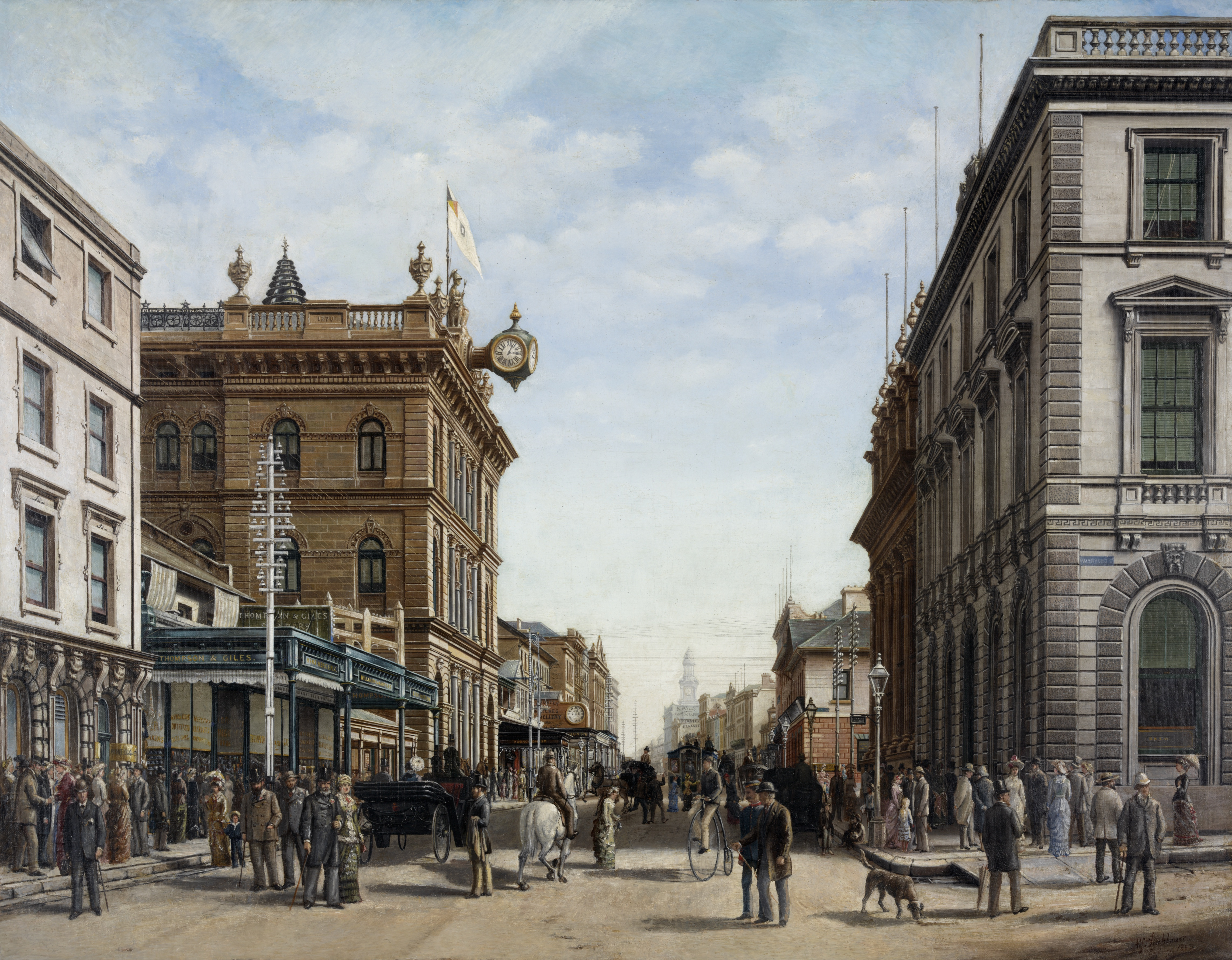
شارع جورج، سيدني بريشة ألفرد تشباور 1883.

تاريخ سيدني هو قصة شعوب الإقليم الذي أصبح سيدني الحديثة.
عاش سكان أستراليا الأصليون في إقليم سيدني لـ30 ألف عام على أقل تقدير، وثمّة وجود لمواقع ثقافية ونقوش أصلية في منطقة سيدني. والملاك التقليديون للأرض التي تقع عليها سيدني الحديثة هم شعوب داروغ وداراوال وإيورا. بدأ التاريخ الحديث للمدينة مع وصول الأسطول الأول من السفن البريطانية في عام 1788 وإقامة مستعمرة عقابية من قبل بريطانيا العظمى.
منذ عام 1788 حتى عام 1900، كانت سيدني عاصمة المستعمرة البريطانية نيوساوث ويلز. وأعلنت بلدة سيدني عاصمة في عام 1842، وتأسست حكومة محلية. في عام 1901، اتحدت المستعمرات الأسترالية لتصبح اتحاد أستراليا، وأصبحت سيدني عاصمة ولاية نيوساوث ويلز في أستراليا. وسيدني اليوم هي أكبر مدن أستراليا ومركز دولي رئيسي للثقافة والاقتصاد. استضافت المدينة العديد من الأحداث العالمية، من بينها الألعاب الأولمبية الصيفية لعام 2000.

## ما قبل التاريخ
كان أول شعب يقطن المنطقة التي تعرف اليوم بسيدني من سكان أستراليا الأصليين الذين كانوا قد هاجروا من شمالي أستراليا وقبل ذلك من جنوبي شرق آسيا. وربما تشير حصاة مرققة وجدت في رواسب حصى في غربي سيدني إلى وقوع استيطان بشري في حقبة تسبق حقبتنا من 45 ألف إلى 50 ألف عام، في حين أظهر تأريخ بالكربون المشع دليلًا على نشاط بشري في إقليم سيدني قبل نحو 30 ألف عام. قبل وصول البريطانيين، كان عدد قاطني إقليم سيدني الأكبر يتراوح بين 4000 8000 نسمة.
اقتات السكان على صيد الأسماك والصيد وجمع أغذية نباتية ومحاريات. كان النظام الغذائي للعشائر الساحلية يعتمد بصورة أكبر على مأكولات بحرية، في حين أن أطعمة عشائر ظهر اليابسة تركز بصورة أكبر على حيوانات ونباتات الغابة. امتلكت العشائر مجموعات مختلفة من الأدوات والأسلحة صنع معظمها من الصخر والخشب ومواد نباتية والعظم والصدف. واختلفوا عن بعضهم بعضًا في ملابسهم وتسريحات شعرهم وأغانيهم ورقصاتهم. وكان لدى عشائر السكان الأصليين حياة احتفالية غنية كانت جزءًا من نظام معتقداتهم الذي تمحور حول كائنات خارقة للطبيعة وطوطمية وشخصيات من أسلافهم. أتت شعوب من عشائر وجماعات لغوية مختلفة للمشاركة في الطقوس الاحتفالية واحتفاليات أخرى. عززت هذه المناسبات من التجارة والزيجات والتحالفات العشائرية.
سجل أوائل المستوطنين البريطانيين كلمة «إيورا» كمصطلح أصلي يعني إما «شعبًا» أو «من هذا المكان». واستوطنت عشائر أراضي منطقة سيدني بحدودها التقليدية. إلا أنه ثمة جدل حول الجماعة أو الأمة التي كانت هذه العشائر تنتمي إليها، وحول مدى اختلافاتهم اللغوية واختلاف اللهجة والطقوس الاحتفالية. وكانت الجماعات الرئيسية شعب إيورا الساحلي وشعب دهاروغ (داروغ) الذي احتل المنطقة البرية من باراماتا إلى الجبال الزرقاء، وشعب دهاراوال جنوبي خليج بوتاني. وكانت لغتا دارغينونغ وغوندونغورا متحدثتين في أطراف منطقة سيدني. 
| الموقع                                                        | اسم المنطقة | العشيرة      |
| مرجح في شمالي غرب باراماتا                                    | غير مسجلة   | بيدياغال     |
| أسفل ميناء سيدني حول حاجز سو آند بيغز المرجاني                | بيرابيرا    | بيرابيراغال  |
| منطقة باراماتا                                                | بولباينماتا | بولباينورا   |
| مرجح في لسان برادليز هيد والمنطقة المجاورة                    | بوراغي      | بوروغيغال    |
| باراماتا                                                      | غير مسجل    | بوروميديغال  |
| شمالي غرب باراماتا                                            | غير مسجل    | بوروبيرونغال |
| منطقة تورامارا                                                | غير مسجل    | داراموراغال  |
| الجانب الجنوبي لمرفأ جاكسون، من ألسنة سيدني إلى ميناء دارلينغ | كادي (غادي) | غاديغال      |
| منطقتي ليفربول وكابراماتا                                     | غير مسجل    | غاهبروغال    |
| شمالي شاطئ مرفأ جاكسون                                        | كاميراي     | غاماراغال    |
| خليج بوتاني                                                   | كاماي       | غاميغال      |
| منطقة باراماتا                                                | ورامول      | غانيميغال    |
| منطقة خليج بروكين                                             | غير مسجل    | غاريغال      |
| جون مانلي                                                     | كاييمي      | غايامايغال   |
| جنوبي شاطئ خليج بوتاني                                        | غويا        | غوياغال      |
| شمالي شاطئ مرفأ جاكسون، قبالة جون سيدني                       | والوميدي    | والوميديغال  |
| الجانب الجنوبي لمرفأ جاكسون، من ميناء دارلينغ إلى تلة روز     | وان         | وانغال       |

والقبائل التي عرفت بأنها كانت تقطن في إقليم سيدني دون أن يكون هناك سجلات موثوقة لأراضيها هي دوماراغال ودوغاغال وغانالغال وغوميريغال وغونيولغال وغورونغوريغال وغوروالغال وموروريديال ونورونغيراغال وأوريانغسورا ووانديانديغال.

## الاستيطان
وقع أول اتصال بين شعب السكان الأصليين والمستكشفين البريطانيين في 29 من شهر أبريل من عام 1770 حين نزل الملازم جيمس كوك عند خليج بوتاني (كاماي) واصطدم بعشيرة غوياغال. وفي هذه المواجهة أصيب بجروح أحد رجلي العشيرة الذين اعترضا الفرقة التي كانت تنزل. بقي كوك وطاقمه في خليج بوتاني لمدة أسبوع، فجمعوا الماء والخشب والعلف وعينات نباتية واستكشفوا المنطقة المجاورة. سعى كوك إلى إقامة علاقة مع السكان الأصليين دون أن ينجح في ذلك.
وكانت بريطانيا ترسل محكومين إلى مستعمراتها في الأمريكيتين خلال معظم القرن الثامن عشر، وكانت خسارة هذه المستعمرات في عام 1783 دافعًا لاتخاذ قرار بإقامة مستعمرة عقابية في خليج بوتاني. أشار مؤيدو الاستعمار أيضًا إلى الأهمية الاستراتيجية للقاعدة القديمة في إقليم آسيا والمحيط الهادئ وقدرتها على تزويد الخشب والكتان اللازمين بشدة للبحرية.
وصل الأسطول الأول من بين 11 سفينة تحت قيادة الكابتن آرثر فيليب إلى خليج بوتاني في شهر يناير من عام 1788. وتألف الأسطول من أكثر من 1000 مستوطن كان من بينهم 736 محكومًا. وسرعان ما انتقل الأسطول إلى ميناء جاكسون الذي كان ملائمًا بصورة أكبر حيث أقيمت مستوطنة في جون سيدني في 26 من شهر يناير من عام 1788. وأعلن الحاكم فيليب في 7 فبراير 1788 رسميًا إقامة مستعمرة نيوساوث ويلز. وفر جون سيدني موردًا جديدًا للمياه وميناء آمنًا وصفه فيليب بأنه «دون منازع أفضل ميناء في العالم [...] وبإمكان 1000 رحلة للأساطيل أن تحط هنا بأمان تام».
كان يخطط للمستوطنة أن تكون مستعمرة عقابية مكتفية ذاتيًا استنادًا إلى زراعة الكفاف. ومنعت التجارة وبناء السفن لإبقاء المحكومين في انعزال. إلا أن التربة المحيطة بالمستوطنة كانت رديئة وتسببت بفشل أولى المحاصيل، الأمر الذي أفضى إلى سنوات من الجوع وتقنين صارم للأطعمة. خفف وصول الأسطول الثاني في أواسط العام 1790 ووصول الأسطول الثالث في عام 1791 من حدة أزمة الغذاء. نال المحكومون السابقون منح أراض صغيرة، وامتدت الحكومة والمزارع الخاصة إلى أراض أكثر خصوبة في محيط باراماتا وويندسور وكامدن وسهل كومبرلاند. بحلول العام 1804، باتت المستعمرة مكتفية ذاتيًا من ناحية الغذاء.
لم يكن فيليب قد أعطي أية تعليمات تهدف إلى نمو مديني، إلا أنه قدم خطة في شهر يوليو من عام 1788 لبناء بلدة جديدة في جون سيدني. واشتملت الخطة على شارع رئيسي عريض ومجلس حكومة دائم ومحاكم قانونية ومشافي وأبنية عامة أخرى، دون أن تشتمل على مستودعات ومتاجر أو أبنية تجارية أخرى. تجاهل فيليب خطته دون تأخير، وأصبح نمو غير مخطط له أحد سمات طبوغرافيا سيدني.

### مرض وانتزاع ملكيات
كان الانعزال النسبي للسكان الأصليين لقرابة نحو 60 ألف عام يعني أن مقاومتهم كانت ضعيفة للعديد من الأمراض الجديدة. فقتل تفشي الجدري في شهر أبريل من عام 1789 نحو نصف سكان إقليم سيدني الأصليين في حين لم تسجل سوى حالة وفاة واحدة بين المستوطنين. وثمة جدل حول مصدر تفشي الوباء، إذ يزعم بعض الباحثين أن مصدره كان الاحتكاك بالصيادين الإندونيسيين في أقصى الشمال وانتشر على امتداد طرق التجارة الأصلية في حين حاجج آخرون أنه من المرجح بصورة أكبر أن يكون المستوطنون قد تعمدوا نشره.
في شهر نوفمبر من عام 1790، قاد بينيلونغ مجموعة ناجين من عشائر سيدني إلى مستوطنة وأقام حضورًا دائمًا للأستراليين الأصليين في سيدني المستوطنة.

### الصراع على سهل كومبرلاند
مع امتداد المستعمرة إلى أراض أكثر خصوبة في سهل كومبرلاند تحيط بنهر هاوكسبيري، شمالي غرب سيدني، اشتدت حدة الصراع بين المستوطنين وشعب داروغ، وبلغ ذروته بين عامي 1794 و1810. فأحرقت مجموعات من شعب داروغ، بقيادة بيمولوي ولاحقًا بقيادة ابنه تيدبوي، المحاصيل وقتلت قطعان الماشية وشنت غزوات على أكواخ المستوطنين ومتاجرهم في مقاومة ستتكرر مع اندلاع حروب الحدود الأسترالية. أنشئت حامية عسكرية عند نهر هاوكسبيري في عام 1795. وكانت حصيلة الضحايا منذ عام 1794 حتى عام 1800 26 مستوطنًا ونحو 200 من شعب داروغ.
اندلع الصراع مجددًا منذ عام 1814 حتى عام 1816 مع توسع المستعمرة إلى ريف دهاراوال في إقليم نيابيان جنوب غرب سيدني. وفي أعقاب وفاة العديد من المستوطنين، أرسل الحاكم ماكواري 3 مفرزات عسكرية إلى أراضي دهاراوال، وبلغ ذلك أوجه في مجزرة أبين (أبريل 1816) التي قتل فيها ما لا يقل عن 14 شخصًا من السكان الأصليين.

## بلدة سيدني
بعد مغادرة فيليب في شهر ديسمبر من عام 1792، بدأ الضباط العسكريون للمستعمرة بحيازة الأراضي واستيراد بضائع استهلاكية حصلوا عليه من السفن الزائرة. وانخرط المحكومون السابقون أيضًا في التجارة وفتحوا مشاريع تجارية صغيرة. وبنى الجنود والمحكومون السابقون منازل على أرض كراون، مع تصريح رسمي أو بدونه، في ما بات يسمى عندئذ بلدة سيدني.